# Кинески филм
Кинеска кинематографија обухвата филмове снимљене на кинеском језику и може се поделити на три кинематографске гране: кинематографију Народне Републике Кине, Хонконга и Тајвана. Већина филмова је снимљена на мандаринском дијалекту, а због потреба извоза у Хонгконг преведена на кантонски. Први кинески филм снимљен је 1905. и од тада до данас Кина је прешла далек пут у развоју филма, који је умногоме био условљен политичким и историјским приликама.
Последњих година кинеска кинематографија је постала једна од области савремене кинеске уметности са најбржим напретком. Кинески филм је прешао националне границе и себи обезбедио препознатљиво место у круговима међународне кинематографије. Учешћем и освајањем награда на бројним филмским фестивалима и скуповима кинеска кинематографија учврстила је стабилну позицију на лествици интернационалне филмске индустрије. Огромна експанзија кинеског филма досегла је такве размере да Кина заузима треће место у свету по броју произведених филмова, као и по броју продатих биоскопских улазница.
Развој кинеске кинематографије не може се посматрати одвојено од развоја државе. Политичке и социјалне промене утичу директно или индиректно на кинески филм. У почетку се кинески филм ослањао на традиционалну драму, чији се естетски утицај на глумачки стил и тематски одабир осећа у филмовима будућих генерација. Домаћа филмска индустрија се у почетку споро развијала, а продуцентске куће су до 1920-их биле у страном власништву. Први велики кинески филмови заједно са првим великим филмским звездама се појављују током 1930.их година, док је 1940-е обележила стагнација због ратова са Јапаном. Даљи развој кинеског филма диктира Комунистичка партија, која ставља филмску индустрију у своју службу и цензурише претходно снимљене филмова. Уследила је Културна револуција током које је производња филмова знатно смањена. У годинама након Културне револуције кинески филм доживљава експанзију. Отварање Кине ка Европи и САД је допринело бржем напретку на пољу кинематографије, како у квантитету, тако и у квалитету. Током 1980-их и 1990-их појављују се читаве генерације редитеља, познатијих као редитељи Пете генерације и Шесте генерације и кинеска филмска индустрија од тад бележи константан напредак. Неки од ових редитеља су се посебно истакли и снимили права ремек-дела која су ушла у анале светске кинематографије. Управо су они најзаслужнији за успех кинеског филма не само на националном, већ и на светском нивоу.

## Хронолошки развој кинеског филма
Зачеци кинеског филма се везују за крај XIX почетак XX века. Кинеска кинематографија је од увођења европског и америчког начина снимања до епитета једне од водећих светских кинематографија прешла трновит пут на коме је политичка ситуација у земљи утицала како на саме филмове, тако и на људе који су их стварали. Можемо је поделити на неколико периода од којих сваки има своје посебне карактеристике.

### Рана кинематографија (1890—1920)
Нова технологија снимања и нов аспект уметности су 1895. године створени у Европи и САД. Годину дана касније (1896) покретне слике су уведене у Кину, првенствено у Шангај, за који се везује почетак филмске уметности. Све је почело у приватним кућама, пансионима, ресторанима у којима су пуштани филмови увезени из Европе и САД, јер домаћих филмова није било, а касније је кинеска филмска продукција почела са снимањем покретног, односно документарног филма. Занимљива је чињеница да је први биоскоп у Кини отворио Шпанац Антонио Рамос 1908. године у Шангају, као и да су страни филмови до тридесетих година XX века чинили око ¾ приказиваних филмова у Кини. Кинематографија тог доба се развијала независно од политичких дешавања у држави и од власти, која је била заузета партијским борбама. Први филм икада снимљен у Кини је „Битка на планини Ђун“ (定军山, Dingjun shan, 1905). Овај филм означио је рођење кинеске кинематографије. Настао је као адаптација истоимене Пекиншке опере и представља незаобилазно штиво када је у питању проучавање кинеског филма и Пекиншке опере. Први филм који је емитован у иностранству је „Џуанг Це тестира своју жену“ (庄子试妻, Zhuangzi shi qi, 1913). Модернизам, национализам, антиимперијализам и антифеудализам су биле главне теме филмова у овом периоду.
Одмах након уједињења Кине 1927. године донета је забрана приказивања страних филмова у Кини која је трајала све до рата Кине са Јапаном 1937. године. Влада није дозвољава емитовање страних филмова јер се сматрало да су у њима Кинези представљани на увредљив начин. У овом периоду настале су продукцијске куће као што су: филмска компанија Мингсјинг (Mingxing) и филмска компанија Тјенји (Tianyi) браће Шоу (Shaw). Оснивачи Mingxing су Џенг Џенгћу (Zheng Zhengqiu) и Џанг Шичуан (Zhang Shichuan), који су се фокусирали на комичне мотиве, а познати филм који потиче из овог периода је „Радничка љубав“(劳工之爱情, Laogong zhi aiqing, 1922). Друга битна продукцијска кућа је филмска компанија Тјенји (Tianyi) браће Шоу. Њихов најпознатији филм је „Прича о белој змији“(白蛇传上集, Bai she zhuan shang ji, 1926) који је заснован на фолклорним елементима.

### „Златно доба“ кинеске кинематографије (1930—1940)
Овај период назива се златним добом јер долази до наглог развоја националног филма. Најважнији филмови за развој кинеске кинематографије створени су управо тада. Обрађиване су теме везане за живот обичног народа, али и тренутну политичку ситуацију. Важно је напоменути да је власт захтевала да мандарински кинески буде званичан дијалекат у филмовима како би створили слику уједињења свих Кинеза, а такође су покушавали да контролишу руковођење снимања филмова што ће се касније видети у самим филмовима. Овај период је веома битан јер су се јавиле прве филмске звезде, као што су: Џанг Џијун (Zhang Zhiyun), Ху Дје (Hu Die), Жуан Лингју (Ruan Lingyu), Џоу Сјуен (Zhou Xuan) и многи други. Међу најзначајнијим филмовима нашли су се: „Пролећне свилене бубе” (春蚕, Chuncan, 1933), „Нова жена“(新女性, Xin nu xing, 1934), „Рибарева песма”(渔光曲, Yu guang qu, 1934), „Раскршће“ (十字街头, Shi zi jie tou, 1937).
Инвазија Јапанаца имала је за последицу затварање скоро свих продукцијских кућа. Једино је филмска компанија Сјинхуа (Xinhua) остала отворена, а многи редитељи и уметници су побегли у Шангај одакле су наставили са радом. Нажалост, нису успели да буду толико продуктивни колико су били пре инвазије. Зато се овај период још назива и период „усамљеног острва“ или „период сирочета“. Најпознатији и најважнији филм овог доба је је „Мулан“(木兰从军, Mulan congjun, 1939). У овом остварењу огледа се општеприсутна жеђ народа за причама о оружаном отпору, што је и проузроковало успех овог филма.
Четрдесетих година филмска индустрија је наставила са радом без обзира на рат који је био у току, а најпознатија филмска кућа је била студио Кунлун (Kunlun) у коме су снимљени филмови као што су „Пролећна река тече на исток” (一江春水向東流, Yi jiang chun shui xiang dong liu, 1947) и „Вране и врапци” (乌鸦与麻雀, Wuya yu maque, 1949). Тих година продуценти се окрећу новим жанровима, као што је роматичарска драма, уместо да се баве само политички обојеним темама. Први психолошки филм који критичари сматрају да је један од најбољих кинеских филмова је „Пролеће у малом граду” (小城之春, Xiao cheng zhi chun, 1948).

### Доба Комунистичке партије (1950—1960)
Од оснивања Републике 1949. главну улогу у стварању кинеских филмова имала је Комунистичка партија Кине. Партија је спонзорисала стварање свих филмова, што за последицу има масовну производњу филмова без уметничке вредности са јединим циљем, а то је да одговорају политичким захтевима. Партија је, такође, имала пресудну улогу у одабиру тема, па се филмови баве стварним животима обичног народа: радничке класе, војника и сељака. Романтизам у филмовима заменио је социјални реализам. Редитељи су покушавали да стварају квалитетне филмове, али су се стално сусретали са незадовољством интелектуалаца који су сматрали да не показују довољно слободе у изражавању. Најпознатији филмови овог доба су: „Трећа сестра Лиу“ (刘三姐, Liu san jie, 1960), „Приврженост црвене жене“ (红色娘子军, Hong se niang zi jun, 1960), „Сестре на позорници“ (舞台姐妹, Wu tai jie mei, 1965). Одређени филмови су цензурисани јер је Комунистичка партија сматрала да могу имати негативан утицај на народ. Сви они филмови који су носили политичку конотацију били су забрањивани, као што је нпр. „Град без ноћи“ (不夜城, Bu ye cheng, 1957) јер је партија користила медије како би ојачала своју власт, а као последица тога је масовна производња филмова без уметничке вредности којима је једина сврха да одговарају политичким захтевима. Филмска публика се нагло увећала, као и број новоотворених биоскопа, а 1956. отворена је филмска академија у Пекингу.

### Културна револуција (1960—1980)
Напредак филмске индустрије је прекинут Културном револуцијом и наступио је период стагнације кинеског филма. Филмска индустрија током овог периода била је ограничена, а велики број старих филмова био је забрањен. Снимљен је мали број филмова, а од неколицине нових истакао се “Женски црвени одред” (红色娘子军, Hongse nianyijun, 1961). Снимљене су и драме: „Град хибискуса“ (芙蓉鎮, Fu Rong Zhen, 1986) и „Плави змај“ (蓝风, Lаn fеngzheng, 1993), а 1981. године награда Златни Петао је додељена двема драмама: „Вечерња киша “ (巴山夜雨, Ba shan ye yu, 1980) и „Легенда о Тјенјун планини“ (天云山传奇, Tian yun shen chuаn qi, 1980).
Кинеска кинематографија се осамдесетих година суочава са новим проблемима: неприхватањем од стране власти и цензуром. Један од догађаја који су кочили развој филма био је пребацивање филмске индустрије у новооформљено Министарство радија, биоскопа и телевизије јануара 1986, што је довело до још веће контроле и подређености власти. Са друге стране, то је допринело развоју кинематографије јер су редитељи добијали већу финансијску и техничку подршку од стране државе.

### Успон Пете Генерације 1980—1990
Са либеризацијом Кине у касним седамдесетим годинама, али и њеним отварањем ка Европи и САД, дошло је до знатног напретка на пољу кинематографије. Од 1980. године, па надаље, кинески филмови остварују велики успех, а кинеска кинематографија доживљава успон на светском нивоу. За поновни успон националне кинематографије заслужна је Пета генерација редитеља. Својим мајсторским умећем успели да премосте јаз који се у годинама током Револуције јавио између Кине и и остатка света. Њихово богато стваралаштво привлачи пажњу светске кинематографије и знатно утиче на популарност кинеске кинематографије не само у Кини, већ и ван граница земље.
Најзначајнији представници су били Џанг Јимоу (Zhang Yimou), Чен Каиге (Chen Kaige), Тјен Џуангџуанг (Tian Zhuangzhuang), Џанг Ђунџао (Znang Junzhao). Почетак овог правца обележили су филмови Џанг Ђунџао-а„Један и осморица“ (一个和八个, Yi ge he ba ge, 1983) и Чен Каигов „Жута земља “ (黄上地 , Huang shandi, 1984).
Џанг Јимоу и Чен Каиге снимају најбитније филмове овог периода : „Краљ деце“ (孩子王, Haizi Wang, 1987), „Ђу Доу“ (菊豆, Ju Dou, 1989), „Високо подигните црвене фењере“ (大红灯笼高高挂, Da Hong Denglong Gaogao Gua, 1991), „Збогом, моја конкубино“(霸王别姬, Bawang Bie Ji, 1993), „Живети” (活着, Huozhe, 1994). Џет Ли (Jet Li) је дебитовао остварењем „Храм Шаолин“ (少林寺, Shaolin si, 1982) које је постигло огроман успех на домаћем и иностраном тржишту. Иако ови редитељи имају другачије стилове и обрађују различите теме, сви имају једну заједничку црту, а то је неприхватање социјалистичко-реалистичке традиције. Осим прича о херојској војној борби из турбулентне прошлости, подједнаку пажњу су посвећивали и животним драмама обичних људи. Учинили су много за развој кинеског филма: увели новине у начин снимања, увели дуге кадрове, почели да обрађују социјалне мотиве из документарног угла.
Тјенанменски инцидент 1989. године означио је крај “Пете генерације”, али многи режисери настављају са радом у егзилу. Иако се, историјски гледано, њихова ера завршила, најталентованији редитељи настављају са радом и до данас их многи сматрају ненадмашним.

### Кинеска кинематографија након Пете генерације (1990 - до данашњих дана)
Пету генерацију наследила је такозвана Шеста генерација редитеља. Многи од филмова које су снимили припадници ове генерације наишли су на негативне коментаре, а није било ни подршке државе. Филмови су рађени брзо, готово серијски и са ниским буџетом. Акценат је био на индивидуалистичким схватањима, урбаном животу и незадовољству социјалним приликама. Најзначајнији аутори овог периода су: Ванг Сјиаошуаи (Wang Xiaoshuai) са филмовима: „Дани“ (冬春的日子, Dоng chun de rizi), „Пекиншки бицикл“ (十七岁的单车, Shi qi sui de dan che); Џанг Јуен (ZhangYuen) са својим остварењима: „Пекиншке битанге“ (北京杂种, Beijing Zazhong) и „Иза капије Забрањеног града“ (东宫西, Dong Gong Xi Gong); Ђиа Џангке (Jia Zhangke) са фимовима: „Млади Ву “ (小武, Xiao Wu) , „Без ограничења“ (任逍遥, Ren xiao yao), „Платформа“ (站台, Zhantai), „Свет“ (世界, Shijie). Треба издвојити и Хе Ђиенђуна (He Jianjun) чији се „Поштар “ (邮差, Youchai) посебно истакао и Лоу Јеа (Lou Ye) са филмовима „Река Суџоу“ (苏州河, Suzhou He) и „Летња палата “(颐和园, Yiheyuan). Јавља се и независна група режисера која у снимању нискобуџетних филмова користи дигиталну опрему (познати су под именом dGeneration).
Упоредо са „Шестом генерацијом“ појављује се још једна група редитеља који филму приступају на другачији начин. Они своје филмове снимају у реалистичном маниру и теме су им догађаји из свакодневног живота описани на реалан начин. Главна разлика између њих и претходних група редитеља је у томе што својим делима не изражавају незадовољство политичком или социјалном ситуацијом у земљи, нити критику Културне револуције, већ фокус премештају на животе обичних људи. Они нам приказују свакодневицу кинеског друштва и омогућавају нам да из другачије перспективе посматрамо кинески свет. Један од најцењенијих редитеља ове групе је Ђианг Вен (Јiang Wen). Поред режије, бави се и глумом и продукцијом. Његови најпознатији филмови су: „У жару сунца“ (阳光灿烂的日子, Yangguang canlai de rizi, 1994), „Духови на вратима“ (鬼子来了, Shenzi laile, 2000) , „И сунце такође излази“ (太阳照常升起, Таiyang zhaochang shengqi, 2007), „Њујорк, волим те“ (纽约，我爱你 , Niuyue, wo ai ni, 2008), „Киша метака“ (让子弹飞, Rang zi dan fei, 2010). Заједно са њим треба поменути и Ванг Шуоа (Wang Shuo), који је уједно и глумац и културна икона. Снимио је доста телевизијских серија и филмова. Његова дела су превођена на јапански, француски, италијански и енглески. Веома је цењен у Кини. Његово најпознатије режисерско остварење је „Отац“ (爸爸, Baba, 2000). Остали филмови су: „Волим те“ (我爱你, Wo ai ni, 2002), „Мали црвени цвет“ (看上去很美, Kan shang qu hen mei, 2006), „Снови ће можда доћи“ (梦想照进现实, Meng xiang zhaijin xianshi, 2006). Још једно познато име је Хе Пинг (He Ping). Његове филмове одликује комбиновање кинеских борилачких вештина са борилачким вештинама америчког карактера. Ови елементи су најнаглашенији у филмовима: „Мачеваоци у граду са две заставе“ (双旗镇刀客, Сhuan qi zhen dao ke, 1991), „Сунчана долина“ (日光峡谷, Рi guang xia gu, 1995), „Ратник неба и земље“ (天地英雄, Тian di ying xiong, 2004). Добитник је многих награда, од којих је једна за најбољи филм на Интернационалном фестивалу филмова на Хавајима. Треба издвојити и Гу Чангвеија (Gu Changwei), који се уједно сматра и једним од водећих сниматеља данашњице, чији је филм „Паун“ (孔雀,Коngque, 2005) освојио Сребрног медведа у Берлину исте године, као и Сју Ђинглеи (Xu Jinglei), глумицу и редитељку, која је за свој други филм, „Писмо непознате жене“ (一个陌生女人的来信, Yi ge mosheng nuren de laixin, 2004) добила прву награду за режију на Филмском фестивалу у Сан Себастијану. Још нека позната имена су: Ванг Бинг (Wang Bing), Лиу Фендоу (Liu Fendou), Ли Ју (Li Yu), Фенг Сјаоганг (Feng Xiaogang) и други.

## Историјски фактори који су утицали на развој кинеског филма
Историјски фактори су имали значајну улогу у формирању и развоју кинеске кинематографије. Сваку епоху кинеске кинематографије карактеришу одређени друштвено-политички догађаји који се огледају у тематици и мотивима филмова датог периода.
У почетку су филмски студији били независни и у приватном власништву али је влада увек била битан фактор у кинематографији. Прве цензуре кинеског филма крећу двадесетих година XX века, одмах након уједињења Кине од стране Националистичке странке. Током тридесетих година, док су се националисти и комунисти борили за власт и контролу над студијима у филмовима је била наглашавана класна борба, живот обичних људи и бојазан од страних агресора. Током владавине националиста влада је одредила да мандарински буде стандардни дијалекат у филму ради постизања културног уједињења. Цензура се наставила све до избијања кинеско-јапанског рата 1937. године. Сви филмови који су приказивали Кинезе у погрдном светлу су забрањени.
Након оснивања Народне Републике Кине 1949. године филмски студији више нису били у приватном власништву већ их је држава спонзорисала, а такође су били под надзором и руководством Министарства културе и Министарства пропаганде. У то време, холивудски филмови су практично нестали из Кине јер је држава бирала стране филмове из земаља социјалистичког блока који су били у складу са потребама власти. Један од филмова који су постигли енормну гледаност је југословенски филм „Валтер брани Сарајево” (1972), који је доживео толику популарност широм целе Кине да је глумац који тумачи лик Валтера у филму, Бата Живојиновић, добио своју статуу у једном кинеском граду. Кинематографија је била средство политичке пропаганде, којим је партија је тежила да појача контролу путем медија производећи филмове о сељацима, војницима и радницима.
Културна револуција је имала значајну улогу у смањењу количине снимљених филмова. Тематика филмова насталих у овом периоду је уско повезана са политичким кампањама тог доба. Револуција је такође имала невероватан утицај на ствараоце Пете генерације: Џанг Јимоуа, Чен Каига, Тјен Џуангџуанга и многе друге. У годинама после револуције филмска индустрија цвета као средство забаве народа. Џанг Јимоу је сам рекао да се упоредо са брзим економским развојем Кине перцепција кинеског народа о филмовима такође променила. Данас је потражња за филмовима забавног карактера у порасту. Он верује да постоји јака веза између развоја комерцијалног филма и стабилности привреде, и да када економија стагнира и култура те земље је у стагнацији.
Још један битан историјски догађај је Тиананменски устанак који 1989. године доводи до краја Пете генерације након које је уследила Шеста генерација. У филмовима Шесте генерације се огледа незадовољство социјалним приликама, као и негативне последице капитализма у Кини.
Ниједан савремени кинески филм није ослобођен од политичких порука. Оне су или наметнуте од стране власти или имплициране од стране уметника.
Један од кинеских режисера, Ву Тјенминг (Wu Tianming) је рекао да у Кини постоје три публике које треба да задовољите: Влада, свет уметности и обични људи.

## Популарност кинеских филмова у свету
Почетак успона кинеске кинематографије у свету означен је ступањем Пете генерације на националну фимску сцену крајем осамдесетих година XX века. Они су кинеском филму отворили врата светске кинематографије и утабали пут интернационалне славе многим млађим кинеским редитељима.
Посебно се истичу филмови два редитеља из овог периода, а то су Џанг Јимоу и Чен Каиге. Почетак њиховог рада се поклапа са крајем Културне револуције, стога не чуди што је управо овај буран период кинеске историје често био тема њихових филмова.
Филм-прекретница за пробој на светску сцену био је филм „Црвена шећерна трска“ (红高梁, Hong Gaoliang, 1987.) Џанг Јимоуа, који је поред великог броја награда у Кини и неколико међународних награда, освојио и Златног медведа у Берлину 1988. године. Велику пажњу америчке публике привукао је још један његов филм – „Ђу Доу "(菊豆, Ju Dou, 1990). То је трагична прича о девојци присиљеној да се уда за трговца много старијег од себе. Ово је први кинески филм икада номинован за Оскара у категорији Најбољи страни филм (1991), а освојио је и пар других награда. Његову популарност премашио је следећи филм истог редитеља, „Високо подигните црвене фењере“(1991), такође номинован за Оскара. Филм је адаптација Су Тонговог дела “Жене и конкубине” и говори о девојци која постаје једна од конкубина богатог властелина. Иако нападан од стране одређених кинеских критичара да превише подлеже укусу странаца, добио је више позитивних критика, пре свега због уметничких достигнућа и карактеристичних боја, па се данас сматра ремек-делом не само кинеске, већ и светске кинематографије. Главној глумици, Гонг Ли (Gong Li) је овај филм био одскочна даска за даљи развој каријере. Неки сматрају да је овај филм критика савремене Кине, премда је редитељ то демантовао. Велики утицај извршио је и филм реномираног редитеља Чен Каигеа „Збогом моја конкубино“ (1993), који се бави политичким немирима у Кини XX века и њиховим утицајем на кинески народ. У то време био је комерцијално најуспешнији кинески филм. Радња прати животе два глумца Пекиншке опере, специјализованих за улогу краља и његове конкубине. Упознају се као деца у глумачкој школи, а током идућих педесет година они и њихов театар проћи ће кроз многе турбулентне периоде: прелазак Кине из феудализма у комунизам, јапанску окупацију и Културну револуцију. Сценарио је заснован на истоименом роману кинеске списатељице Лилијан Ли, која је и сама сарађивала на овом филму. Занимљиво је да је Џеки Чену првобитно била понуђена главна улога, јер је као дете тренирао у Пекиншкој опери, али је он одбио улогу, плашећи се да би овај филм, због обрађивања теме хомосексуалности, могао да науди његовом угледу. Ово је до данас једини кинески филм који је освојио Златну палму у Кану, а био је номинован и за Оскара.
Филмови Џанг Јимоуа наставили су да привлаче велику пажњу ван Кине. „Прича о Ћиу Ђу“ (1992) освојила је Златног лава у Венецији, „Живети” (1994) награду БАФТА, а „Путовање кући” (1999) Сребрног медведа у Берлину. Веома запажени су и филмови хонгконшког ексцентрика Вонг Кар Ваија, као што су „Чангкинг експрес” (1994), „Рушевине времена” (1994), „ Пали анђели” (1995). За филм „Срећни заједно” (1997) добио је награду за најбољег редитеља на Канском фестивалу 1997. године. Његовим најуспешнијим филмом сматра се „Расположен за љубав” (2000).
Кинески филм који је постигао највећи интернационални успех је „Притајени тигар, скривени змај” (2000) тајванског редитеља Анг Лија. Овај филм је постао популаран широм света, посебно у Сједињеним Америчким Државама, где до данас представља комерцијално најуспешнији и један од најутицајнијих страних филмова. Освојио је преко 40 награда, између осталог Оскара у категорији за Најбољи страни филм (2000) и донео међународни углед редитељу. Посебне похвале су упућене на рачун приче, фотографије и акционих сцена. Назив филма упућује на особе скривеног талента, које тајно усавршавају своје вештине. Неки критичари су овај филм описали као превише феминистички. „Притајени тигер, скривени змај “ означио је почетак интензивнијег упознавања америчке публике са кинеским филмовима и прославио глумицу Џанг Цији (Zhang Ziyi).
Две године касније, успех овог филма поновио је „Херој”, редитеља Џанг Јимоуа. Такође велики комерцијални хит, донео је светску популарност многим до тада непознатим кинеским глумцима. Филм говори о покушају убиства првог кинеског цара од стране Ђианг Кеа (Jiang Ke). Као и многи претходни филмови овог редитеља и „Херој” је критикован због мноштва политичких алузија. Неки критичари су сматрали да овај филм, као и филм “Притајени тигар, скривени змај”, има превише елемената који подилазе укусу америчке публике и да не приказује најверније многе аспекте кинеске културе. Упркос томе, филм се сматра ремек-делом кинеске кинематографије.
Од популарних филмова треба поменути „Кућу летећих бодежа” (2004) и „Проклетство златног цвета” (2006) Џанг Јимоуа, затим Вонг Кар Ваијев „2046” (2004), али и касније, претежно комерцијалне филмове као што су „Банкет” (2006), „Неустрашиви” (2006), „Господари рата” (2007), „Пожуда, опрез” (2007), „Битка код Црвене стене” (2008), „Софина освета”(2009), „Нека меци лете” (2010), „Шта жене желе” (2011) и многи други.
Многи кинески филмови доживели су незапамћен међународни успех, а бројна признања која су кинески редитељи добили на међународним скуповима винули су Кину у сам врх светске кинематографије.
Табела награђиваних филмова
| Назив филма                                                                      | Година | Режисер                                    | Жанр                         | Награда |
| -------------------------------------------------------------------------------- | ------ | ------------------------------------------ | ---------------------------- | --- |
| Рибарева песма 渔光曲 Yu guang qu                                                | 1934   | Цаи Чушенг (Cai Chusheng)                  | драма                        | Први кинески филм који је добио награду на међународном филмском фестивалу у Москви.                                                      |
| Пролеће у малом граду 小城之春 Xiao cheng zhi chun                               | 1948   | Феи Му (Fei Mu)                            | романтична драма             | Најбољи филм на кинеском језику на филмском фестивалу у Хонгконг-у.                                                                       |
| Револуционарна породица 革命家庭 Geming jiating                                  | 1960   | Шуи Хуа (Shui Hua)                         | драма                        | Најбољи сценарио на Hundred Flowers Awards, номинован на међународном филмском фестивалу у Москви.                                        |
| Вечерња киша 巴山夜雨 Bashan ye yu                                               | 1980   | Ву Јигонг (Wu Yigong)                      | драма                        | Прво месту на „Златни петао” фестивалу за најбољи филм 1982. године.                                                                      |
| Легенда о Тјенјун планини 天云山传奇 Tian yun shen chuаn qi                      | 1980   | Сје Ђин (Xie Jin)                          | драма                        | Прво месту на „Златни петао” фестивалу за најбољи филм 1982. године.                                                                      |
| Јеленово звонце 鹿铃 Lu Ling                                                     | 1982   | Ву Ћианг(Wu Qiang), Танг Ченг (Tang Cheng) | анимирани филм               | Победа на трећем „Златни петао” фестивалу за најбољу анимацију у 1983. години.                                                            |
| Моје успомене старог Пекинга 城南舊事 Chengnan Jiushi                            | 1982   | Ву Јигонг (Wu Yigong)                      | драма                        | Победа на трећем „Златни петао” фестивалу за најбољи филм, најбољу музику и најбољу женску улогу у 1983. години.                          |
| Возач двоколице 骆驼祥子 Luotuo xiangzi                                          | 1982   | Линг Зифенг (Ling Zifeng)                  | драма                        | Прво место на „Златни петао” фестивалу за најбољи филм 1983.                                                                              |
| Grad na granici 边城 Bian cheng                                                  | 1984   | Линг Зифенг (Ling Zifeng)                  | драма                        | Прво место на „Златни петао” фестивалу за најбољу режију.                                                                                 |
| Поља црвеног сирка 红高粱 Hong Gaoliang                                          | 1987   | Џанг Јимоу (Zhang Yimou)                   | ратна драма                  | Златни медвед на берлинском филмском фестивалу.                                                                                           |
| Вечерње звоно 晚钟 Wan zhong                                                     | 1988   | Ву Зиниу (Wu Ziniu)                        | ратна драма                  | Сребрни медвед на 39–ом берлинском филмском фестивалу.                                                                                    |
| Црни снег 本命年 Ben ming nian                                                   | 1990   | Сје Феи (Xie Fei)                          | драма                        | Сребрни медвед на берлинском филмском фестивалу.                                                                                          |
| Ђиао Јулу 焦裕禄 Jiao Yulu                                                       | 1990   | Ванг Ђисинг (Wang Jixing)                  | драма                        | Прво место на „Златни петао” фестивалу за најбољи филм.                                                                                   |
| Прича о Ћиу Ђу 秋菊打官司 Qiu Ju de guansi                                       | 1992   | Џанг Јимоу (Zhang Yimou)                   | драма, комедија              | Златни лав на филмском фестивалу у Венецији 1992. године.                                                                                 |
| Плави змај 蓝风 Lаn fеngzheng                                                    | 1993   | Тјен Џуанг Џуанг (Tian Zhuangzhuang)       | драма                        | Grand Prix на међународном филмском фестивалу у Токију 1993. године.                                                                      |
| Збогом, моја конкубино 霸王别姬 Bawang Bie Ji                                    | 1993   | Чен Каиге (Chen Kaige)                     | драма                        | Златна палма на канском филмском фестивалу.                                                                                               |
| Жене са језера Мирисних душа 香魂女 Xiang hun nu                                 | 1993   | Сје Феи (Xie Fei)                          | драма                        | Златни медвед на берлинском филмском фестивалу.                                                                                           |
| Оптужени ујак Шанганг 被告山杠爺 Bei Gao Shangang ye                             | 1994   | Фан Јуан (Fan Yuan)                        | драма                        | Златни петао за најбољи филм, најбољу мушку улогу и најбољи редитељски првенац 1995. године.                                              |
| Живети 活着 Huozhe                                                               | 1994   | Џанг Јимоу (Zhang Yimou)                   | драма                        | Три награде на канском филмском фестивалу.                                                                                                |
| Руменило 红粉 Hong fen                                                           | 1995   | Ли Шаохонг (Li Shaohong)                   | драма                        | Сребрни медвед на 45-ом берлинском филмском фестивалу.                                                                                    |
| Црвена трешња 红樱桃 Hong ying tao                                               | 1995   | Је Дајинг (Ye Daying)                      | драма                        | Златни петао за најбољи филм 1996. године.                                                                                                |
| Шангајске тријаде 摇啊摇，摇到外婆桥 Yao a yao, yao dao waipo qiao               | 1995   | Џанг Јимоу (Zhang Yimou)                   | историјска (драма)акција     | Награда за технички део филма на филмском фестивалу у Кану.                                                                               |
| Sinovi 儿子 Er zi                                                                | 1996   | Џанг Јуен (Zhang Yuen)                     | документарна драма           | Тигар награда на међународном фестивалу у Ротердаму.                                                                                      |
| Опијумски рат 鸦片战争 Yapian Zhanzheng                                          | 1997   | Сје Ђин (Xie Jin)                          | ратна драма(историјски филм) | Златни петао 1997. године за најбољи филм.                                                                                                |
| Господин Џао 赵先生 Zhao Xiansheng                                               | 1998   | Лу Суе (Lu Xue)                            | драма-комедија               | Златни леопард на фестивалу Локарно, 1999. године.                                                                                        |
| Ни један мање 一个都不能少 Yi ge dou buneng shao                                 | 1999   | Џанг Јимоу (Zhang Yimou)                   | драма                        | Златни лав на филмском фестивалу у Венецији 1999. године.                                                                                 |
| Поштари у планини 那山那人那狗 Na shan, na ren, na gou                           | 1999   | Хуо Ђианћи (Huo Jianqi)                    | драма                        | Златни петао за најбољи филм 1999. године.                                                                                                |
| Путовање кући 我的父亲母亲 Wo de fuqin muqin                                     | 1999   | Џанг Јимоу (Zhang Yimou)                   | драма                        | Златни петао за најбољи филм 2000. године.                                                                                                |
| Туш 洗澡 Xi zao                                                                  | 1999   | Џанг Јанг (Zhang Yang)                     | комедија                     | Фипресци награда на међународном фестивалу у Торонту.                                                                                     |
| Ђаволи пред вратима 鬼子来了 Gui zi lai le                                       | 2000   | Ђианг Вен (Jiang Wen)                      | црна комедија                | Grand prix награда на филмском фестивалу у Кану.                                                                                          |
| Тата 爸爸 Baba                                                                   | 2000   | Ванг Шуо (Wang Shuo)                       | породична драма              | Златни леопард на фестивалу Локарно 2000. године.                                                                                         |
| Обука у Амазону 冲出亚马逊 Chong chu yamaxun                                     | 2000   | Сонг Јаминг (Song Yaming)                  | акција                       | Златни петао за најбољи филм 2002. године.                                                                                                |
| Лепота живота 生活秀 Shenghuo xiu                                                | 2002   | Хуо Ђианћи (Huo Jianqi)                    | драма                        | Златни пехар на међународном фестивалу у Шангају 2002. године.                                                                            |
| Слепи тунел 盲井 Mangjing                                                        | 2003   | Ли Јанг (Li Yang)                          | драма(трилер)                | Сребрни медвед на берлинском филмском фестивалу.                                                                                          |
| Нуан 暖 Nuan                                                                     | 2003   | Хуо Ђианћи (Huo Jianqi)                    | драма                        | Златни петао за најбољи филм 2003. године.                                                                                                |
| Топло пролеће 暖春 Nuan chun                                                     | 2003   | Вулан Тала (Wulan Tala)                    | драма                        | Златни петао за најбољи редитељски првенац 2003. године.                                                                                  |
| Зелени шешир 绿帽子 Lu maozi                                                     | 2004   | Лиу Фендоу (Liu Fendou)                    | драма                        | Фипресци награда на међународном фестивалу у Тесалоники-у.                                                                                |
| Шангајска прича 美丽上海 Meili Shanghai                                          | 2004   | Пенг Сјаолиан (Peng Xiaolian)              | драма                        | Златни петао за најбољи филм 2004. године.                                                                                                |
| На планини Таиханг 太行山上 Tai Hang shan shang                                  | 2005   | Чен Ђиан (Chen Jian)                       | ратна драма                  | Златни петао за најбољи филм 2005. године.                                                                                                |
| Орхидеја 牛皮 Niu pi                                                             | 2005   | Лиу Ђиајин (Liu Jiayin)                    | драма                        | Награда «Змајеви и тигреви» на међународном филмском фестивалу у Ванкуверу 2005. године.                                                  |
| Паун 孔雀 Kong que                                                               | 2005   | Гу Чангвеи (Gu Changwei)                   | драма                        | Велика награда жирија на берлинском филмском фестивалу.                                                                                   |
| Шангајски снови 青红 Qing hong                                                   | 2005   | Ванг Сјаошуаи (Wang Xiaoshuai)             | драма                        | Награда жирија на филмском фестивалу у Кану.                                                                                              |
| Лето у граду на реци 江城夏日 Jiang cheng xia ri                                 | 2006   | Ванг Чао (Wang Chao)                       | драма                        | Специјална награда на филмском фестивалу у Кану 2006. године.                                                                             |
| Чвор 云水谣 Yun shui yao                                                         | 2006   | Јин Ли (Yin li)                            | драма                        | Златни петао за најбољи филм 2007. године.                                                                                                |
| Миран живот 三峡好人 Sanxia haoren                                               | 2006   | Ђиа Џангке (Jia Zhangke)                   | драма                        | Златни лав на филмском фестивалу у Венецији 2006. године.                                                                                 |
| Тринаест пауловнија 十三棵泡桐 Shi san ke pao tong                               | 2006   | Лу Јуе (Lu Yue)                            | драма                        | Специјална награда жирија на фестивалу у Токију.                                                                                          |
| Пожуда, опрез! 色，戒 Se , Jie                                                   | 2007   | Анг Ли (Ang Li)                            | драма                        | Златни лав на филмском фестивалу у Венецији 2007. године.                                                                                 |
| Ноћни воз 夜车 Ye che                                                            | 2007   | Диао Јинан (Diao Yi'nan)                   | драма                        | Gran Prix награда на међународном фестивалу у Варшави.                                                                                    |
| Парк 公园 Gong yuan                                                              | 2007   | Јин Личуан (Yin Lichuan)                   | драма                        | Фипресци награда на Манхајм-Хајделберг међународном филмском фестивалу 2007. године.                                                      |
| Црвени комбајн 红色康拜因 Hongse kangbaiyin                                      | 2007   | Цаи Шангђун (Cai Shangjun)                 | драма                        | Златни Александар на међународном филмском фестивалу у Тесалоники–у 2007. године.                                                         |
| Тујино венчање 图雅的婚事 Tuya de hunshi                                         | 2007   | Ванг Ћуенан (Wang Quan'an)                 | драма                        | Златни медвед на берлинском филмском фестивалу 2007. године.                                                                              |
| Господари рата 投名状 Tou ming zhuang                                            | 2007   | Питер Чен (Peter Chan)                     | ратни(историјски)            | Златни коњ на тајванском филмском фестивалу за најбољи филм 2008. године и награду за најбољи филм на фестивалу у Хонгконгу 2008. године. |
| Телохранитељи и убице 十月围城 Shi yue wei cheng                                 | 2009   | Теди Чен (Teddy Chen)                      | драма(историјски), акција    | Награда за најбољи филм на фестивалу у Хонгконгу.                                                                                         |
| Нашој младости 致我们终将逝去的青春 Zhi women chun zhong jiang shiqu de qingchun | 2013   | Џао Веи (Zhao Wei)                         | драма                        | Златни петао за најбољи редитељски првенац.                                                                                               |